# Държава Палавичино
Така наречената Държава Палавичино (на италиански: Stato Pallavicino), първоначално имперски феод, подчинен на друга държава и по-специално на Миланската, включва Mаркграфства Бусето и Кортемаджоре, управлявани от два клона на едноименната династия Палавичино. Тя е малка автономна единица с феодален характер, разположена в днешна Западна Емилия (Северна Италия) и вклинена в папските владения, а след това в тези на Херцогство Парма и Пиаченца. Граничи на север с територията на Кремона в Миланското херцогство.

## История
Държавата отговаря на древното отбертиново графство Ауция, което с последвалите наследствени деления на рода принадлежи на фамилията Палавичино, която след като получава някои имперски инвеститури, успява да постигне известна автономия.
Разположена в зоните на влияние на Пиаченца, Парма и Кремона, тя успява да запази независимостта си през вековете също благодарение на съюзите, които маркизите Палавичино сключват с Висконти и със Сфорца – херцози на Милано.
Споровете между клоновете на семейството обаче отслабват маркграфствата, които попадат под влиянието на Висконти в ролята на камерален феод, тоест на феод, строго контролиран данъчно и юрисдикционнно.

### Раждането на Държава Палавичино
Роландо Великолепни – извънбрачен син на Николо Палавичино наследява през 1401 г. голямото бащино териториално наследство, включително през 1395 г. феодите Бусето, Борго Сан Донино, Солиняно, Раварано (част от дн. Калестано), Монте Палерио (замък близо до Сала Баганца), Табиано, Баргоне (част от дн. Салсомаджоре Терме), Серавале (част от дн. Варано де' Мелегари), Пиетрамоголана (част от дн. Берчето), Парола (част от дн. Фонтанелато, Ночето и Фиденца), Кастелвекио ди Сораня (част от дн. Сораня), Сораня, Костамецана (част от дн. Ночето), Медезано, Ночето, Риво Санджонаро, Корте Редалда, Кастионе де' Маркези (част от дн. Фиденца), Варано де' Мелегари, Полезине ди Сан Вито (част от дн. Полезине Дзибело), Санта Кроче и Рагацола в района на Парма, както и множество територии във вътрешността на епископствата Волтера, Лука, Кремона и Пиаченца.
През 1413 г. маркиз Орландо получава потвърждение на феодалните си привилегии от императора на Свещената Римска империя Сигизмунд Люксембургски. През следващите години той допълнително разширява своите владения и преди всичко предприема административната реорганизация на мощната Държава Палавичино, като издава Statuta Pallavicinia през 1429 г., включващ серия от правни правила за управление на институциите и законите на маркграфството.
Бусето става основен център на региона заедно с Кортемаджоре, впоследствие, през 1479 г. превърнат в „идеален град“ по идеалите на Леон Батиста Алберти от маркиз Джан Лодовико I.
Въпреки това през 1441 г. Николо Пичинино атакува Държава Палавичино на няколко фронта, принуждавайки Роландо Великолепни да се барикадира в крепостта на Бусето. Кондотиерът обсажда имението и след няколко сблъсъка надвива Палавичино, който първо се укрива във Венеция, а след това във Ферара. Всички феоди са конфискувани от Филипо Мария Висконти и в голямата си част са дадени на Пичинино. Роландо Великолепни се опитва да си възвърне притежанието на своите активи и през 1445 г. дава доказателство за лоялност към херцога на Милано, който се съгласява да му върне почти всички конфискувани земи с изключение на Монтичели д'Онджина и някои други феоди, дарени на Пичинино.

### Раздробяване на Държава Палавичино
При смъртта на Орландо през 1457 г., в противоречие отчасти със завещателните разпоредби, според които държавата не трябва да се разпокъсва на няколко части с изключение на замъците на Солиняно, Варано дей Маркези (част от дн. Медезано) и Костамецана (част от дн. Ночето), при отсъствието на споразумение наследството на Орландо е разделено между 7-те му сина по заповед на Франческо Сфорца, който, възнамерявайки да отслаби силата на Държава Палавичино, разпалва разногласията между братята:
- Николо, най-големият син, става маркиз на Варано дей Маркези, като също наследява феодите Миано (част от дн. Медезано), Кастелгуелфо и Галинела (местност Континятико до Салсомаджоре Терме);
- Оберто става маркиз на Табиано (част от дн. Салсомаджоре Терме), като наследява и владенията на Кастелина и, наполовина с брат си Джанфранческо, Солиняно;
- Джан Лодовико I и Палавичино стават маркизи на Бусето, с прилежащите територии на Кортемаджоре, като също наследяват феода Баргоне (част от дн. Салсомаджоре Терме);
- Джован Манфредо става маркиз на Полезине (част от дн. Полезине Дзибело), като наследява и феода Костамецана (част от дн. Ночето);
- Карло, епископ на Лоди, става маркиз на Монтичели д'Онджина;
- Джанфранческо, най-малкият син, става маркиз на Дзибело, като също наследява, наполовина с брат си Оберто, Солиняно.[9]

Държавата Палавичино претърпява допълнително раздробяване през 1479 г., когато поради разногласията, възникнали между двамата братя Джан Лодовико I и Палавичино, Кортемаджоре е направено в автономно маркграфство в ръцете на Джан Лодовико, докато Бусето остава у Палавичино.
През 1500 г. маркизът на Кортемаджоре Роландо II Гърбавият обнародва Reformationes et Additiones Statutorum Castri Lauri Antiquorum, допълвайки Statuta Pallavicinia, издаден от дядо му Роландо Великолепни през 1429 г.
През 1569 г. братовчедите Джероламо, маркиз на Бусето, и Сфорца, маркиз на Кортемаджоре, и двамата без синове, се споразумяват за наследяването на двата феода: който надживее другия, ще наследи наследството и след смъртта му обединената Държава Палавичино ще премине към Адалберто – извънбрачен син на Галеацо I, чичо на Джероламо. Адалберто обаче умира през 1570 г., губейки възможността да наследи трона въпреки раждането на сина му Галеацо II.
На 23 май 1579 г. умира Джероламо и го наследява маркиз Сфорца. Той обединява двата феода в една държава, включително през 1580 г. Кортемаджоре, Фиоренцуола, Монтичели д'Онджина, Кастелветро, Сан Роко, Бусето, Видаленцо Сант Андреа, Фрескароло, Салсомаджоре, Баргоне, Костамецана, Соарца и Виланова. През 1584 г. Сфорца издава Capitoli del Consiglio di Comunità di Cortemaggiore, като допълнително интегрира уставния орган, изготвен от дядо му Роландо II и прапрадядо му Роландо Великолепни; документът остава в сила, за да регулира Съвета на Общността на Кортемаджоре до неговото премахване по нареждане на Наполеон през 1806 г.

### Краят на Държава Палавичино
На 4 февруари 1585 г. умира и маркиз Сфорца. Той е определил за свой универсален наследник Алесандро Палавичино ди Дзибело, който, въз основа на споразуменията с херцога на Парма Отавио Фарнезе, се жени за извънбрачната му дъщеря Лавиния. На 2 септември 1587 г. новият херцог Алесандро Фарнезе възлага на сина си Ранучо I да завладее Държавата Палавичино. Протестите на маркиза, който, затворен в Крепостта на Парма, е принуден да даде наследствените земи на Камарата на херцозите, нямат резултат; вместо това Маркграфство Дзибело оцелява, като е премахнато едва след наполеоновата окупация през 1805 г.
През 1613 г. Джероламо Галеацо III Палавичино – син на Галеацо II обжалва пред Съда на Свещената Римска рота срещу Алесандро Палавичино и следователно косвено срещу Ранучо I Фарнезе. Той претендира за наследствените си права като осиновен син. След като получава благоприятна присъда, той се обръща през 1633 г. към император Фердинанд II Хабсбургски, който на 17 март 1636 г. официално му предоставя правата върху Държава Палавичино. През септември, след окупацията на Бусето и Кортемаджоре от испанската армия, Галеацо III си възвръща владението на маркграфството. След сключването на мира между краля на Испания Филип IV и херцога на Парма Одоардо I Фарнезе през февруари 1637 г. обаче суверенитетът на Фарнезе над Държава Палавичино е окончателно възстановен.
Въпреки анексията земите на древната Държава Палавичино поддържат, подобно на тези на Държава Ланди, относителна автономия в рамките на Херцогството на Фарнезе до края на XVIII век.

## Маркизи на Държава Палавичино (1394 – 1587)

### Маркизи на Бусето (1394 – 1579)
| Име                              | Период    | Съпруга                                     | Забележки |
| Роландо I Палавичино Великолепни | 1394-1457 | Катерина Скоти                              | произлиза от Адалберт I, прародител († ок. 1007) |
| Палавичино Палавичини            | 1457-1486 | Катерина Фиески                             | син на Роландо I, управлява заедно с брат си Джан Лодовико до създаването на Маркграфство Кортемаджоре през 1479 г.                                 |
| Джан Лодовико I                  | 1457-1479 | Анастасия Торели                            | син на Роландо I, управлява заедно с брат си Палавичино до създаването на Маркграфство Кортемаджоре през 1479 г.                                    |
| Галеацо I                        | 1486-1520 | Елизабета Сфорца, Елеонора Пико             | Син на Палавичино, управлява заедно с братята си и има узаконен извънбрачен син – Адалберто, който умира през 1570 г.                               |
| Кристофоро                       | 1486-1521 | Бона дела Пустерла                          | Син на Палавичино, управлява заедно с братята си |
| Отавиано                         | 1486-1518 | Бианка Федеричи-Тодескини, Батистина Апиани | син на Палавичино и е без синове, управлява заедно с братята си                                                                                     |
| Джероламо (епископ)              | 1486-1506 |                                             | син на Палавичино и е без синове, управлява заедно с братята си                                                                                     |
| Антонио Мария                    | 1486-1518 | Амброзина Марлиани                          | Син на Палавичино и е без племенници, управлява заедно с братята си                                                                                 |
| Никола                           | 1486-1495 |                                             | Син на Палавичино и е бездетен, управлява заедно с братята си                                                                                       |
| Джероламо                        | 1521-1579 | Ортензия Колона, Джиролама Вирители         | син на Кристофоро, управлява с братята си; без синове, той е последният маркиз на Бусето и оставя имението на своя братовчед Сфорца ди Кортемаджоре |
| Франческо                        | 1521-?    |                                             | син на Кристофоро и е бездетен, управлява заедно с братята си                                                                                       |
| Ермете                           | 1521-1562 | Лавиния Карминати                           | син на Кристофоро и е без синове, управлява заедно с братята си                                                                                     |

### Маркизи на Кортемаджоре (1479-1579)
| Име                    | Период    | Съпруга                                 | Забележки                                                                                           |
| Джан Лодовико I        | 1479-1481 | Анастасия Торели                        | син на Роландо Великолепни                                                                          |
| Роландо II "Гърбавият" | 1481-1509 | Антония Кастильони, Лора Катерина Ланди | син на Джан Лодовико I                                                                              |
| Джан Лодовико II       | 1509-1527 | Иполита Палавичино ди Дзибело           | син на Роландо II и е без синове, управлява заедно с брат си Гаспаре                                |
| Гаспаре                | 1509-1511 | Лодовика Тривулцио                      | син на Роландо II, управлява заедно с брат си Джан Лодовико II                                      |
| Джероламо              | 1527-1557 | Камила де Роси, Камила Палавичино       | син на Гаспар и е без синове                                                                        |
| Чезаре                 | 1557-1561 | Камила Палавичино ди Бусето             | син на Маркантонио (брат на Гаспаре и Джан Лодовико II) и е без потомство                           |
| Сфорца                 | 1562-1579 | Джулия Сфорца ди Санта Фиора            | син на Манфредо (брат на Гаспаре и Джан Лодовико II), събира отново двете маркграфства през 1579 г. |

### Маркизи на Бусето и Кортемаджоре (1579-1587)
| Име                    | Период    | Съпруга                                               | Забележки |
| Сфорца                 | 1579-1585 | Джулия Сфорца ди Санта Фиора                          | без синове, той оставя имението си на своя роднина Алесандро Палавичино ди Дзибело                               |
| Алесандро I Палавичино | 1585-1587 | Лавиния Фарнезе, Франческа Сфорца, Пантазилея Гаетани | принуден е да отстъпи Държава Палавичино на Херцогската камара на Парма на херцог Алесандро Фарнезе              |
| Джероламо Галеацо III  | 1636-1637 | Ерсилия Албани                                        | син на Галеацо II и правнук на Галеацо I, връща се във владение на Държава Палавичино, но само за няколко месеца |